# Веретельников, Олег Алексеевич
Олег Алексеевич Веретельников (род. 22 января 1972) — узбекский легкоатлет, специалист по многоборьям. Выступал за сборную Узбекистана по лёгкой атлетике в 1990-х годах, чемпион и серебряный призёр Азиатских игр, чемпион Азии, чемпион Центральноазиатских игр, победитель и призёр первенств национального значения, участник двух летних Олимпийских игр. Заслуженный спортсмен Республики Узбекистан (1999).

## Биография
Олег Веретельников родился 22 января 1972 года.
Первого серьёзного успеха на взрослом международном уровне добился в сезоне 1993 года, когда вошёл в состав узбекской национальной сборной и в десятиборье одержал победу на чемпионате Азии в Маниле.
В 1994 году побывал на Азиатских играх в Хиросиме, откуда привёз награду серебряного достоинства — уступил здесь только своему соотечественнику Рамилю Ганиеву. Также выступил на Играх доброй воли в Санкт-Петербурге, где с результатом в 7369 очков стал шестым.
Благодаря череде удачных выступлений удостоился права защищать честь страны на летних Олимпийских играх 1996 года в Атланте, однако завершил здесь выступление досрочно и не показал никакого результата.
После атлантской Олимпиады Веретельников остался в составе легкоатлетической команды Узбекистана на ещё один олимпийский цикл и продолжил принимать участие в крупнейших международных стартах. Так, в 1997 году он победил на Центральноазиатских играх в Алма-Ате и закрыл двадцатку сильнейших на чемпионате мира в Афинах.
В 1998 году с личным рекордом в 8278 очков выиграл Азиатские игры в Бангкоке.
В 1999 году занял 15-е место на международных соревнованиях Hypo-Meeting в Австрии и 11-е место на чемпионате мира в Севилье.
Находясь в числе лидеров узбекской национальной сборной, благополучно прошёл отбор на Олимпийские игры 2000 года в Сиднее — занял последнее место в беге на 100 метров и вновь досрочно завершил выступление.
За выдающиеся спортивные достижения удостоен почётного звания «Заслуженный спортсмен Республики Узбекистан» (1999).